# The Wagon Master

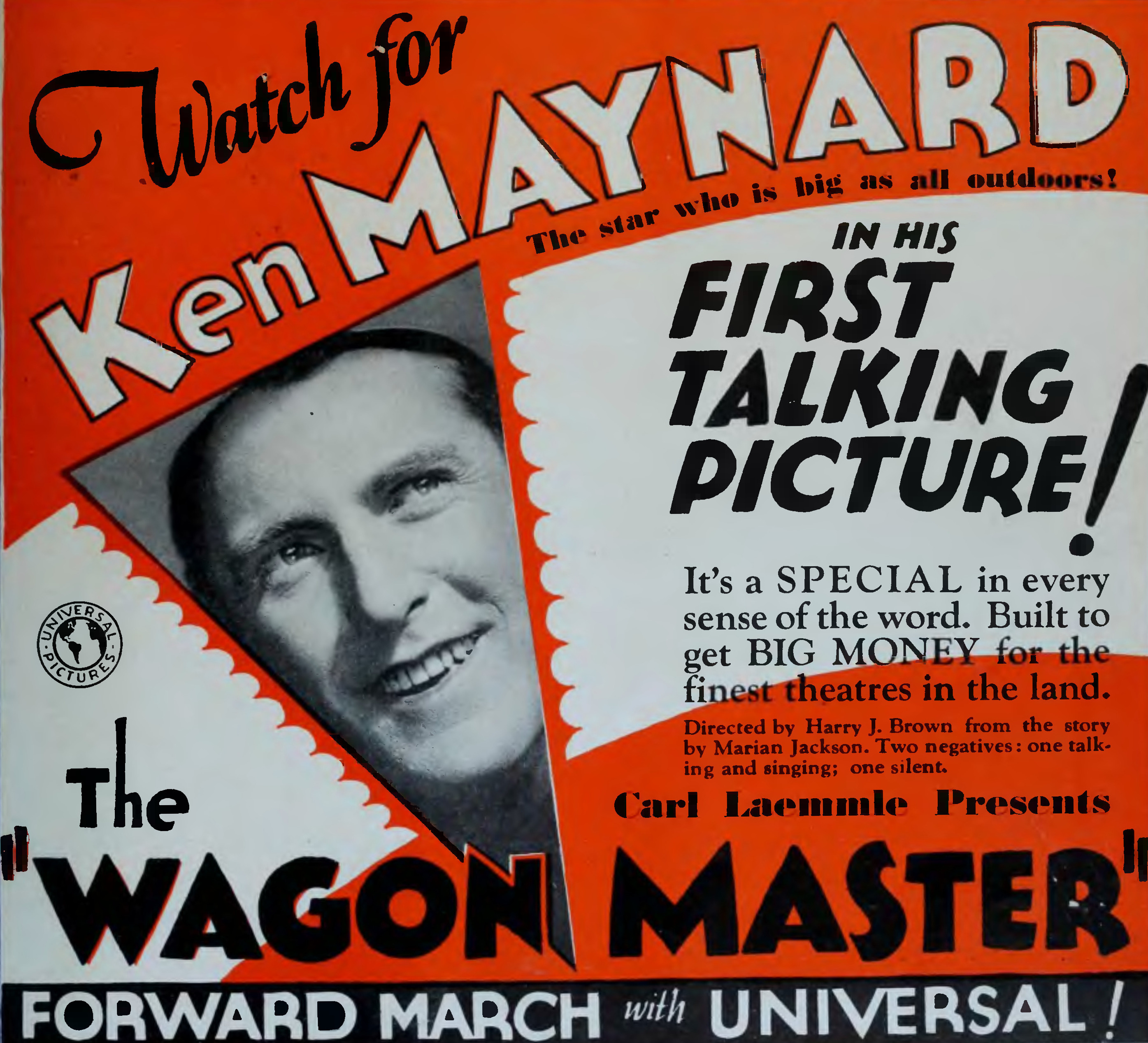
Annonce pour le film dans le magazine The Film Daily.

Pour film sorti en 1950, voir Le Convoi des braves.
The Wagon Master est un film américain partiellement parlant, réalisé par Harry Joe Brown et sorti en 1929.

## Fiche technique
- Réalisation : Harry Joe Brown
- Scénario : 	Marion Jackson et Leslie Mason
- Production : Ken Maynard Productions Inc.
- Photographie : Ted D. McCord
- Montage : Fred Allen
- Genre : Western[1]
- Durée : 70 minutes
- Date de sortie : 8 septembre 1929

## Distribution

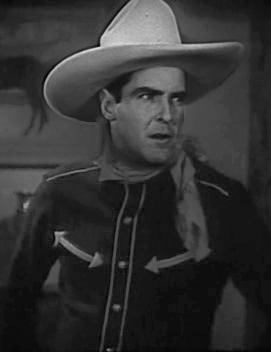
Ken Maynard

- Ken Maynard : The Rambler
- Edith Roberts : Sue Smith
- Tom Santschi : Jake Lynch
- Jack Hanlon : Billie Hollister
- Al Ferguson : Jacques Frazelle
- Bobby Dunn : Buckeye Pete
- Frank Rice : Grasshoper Jim